# Khatmiyya

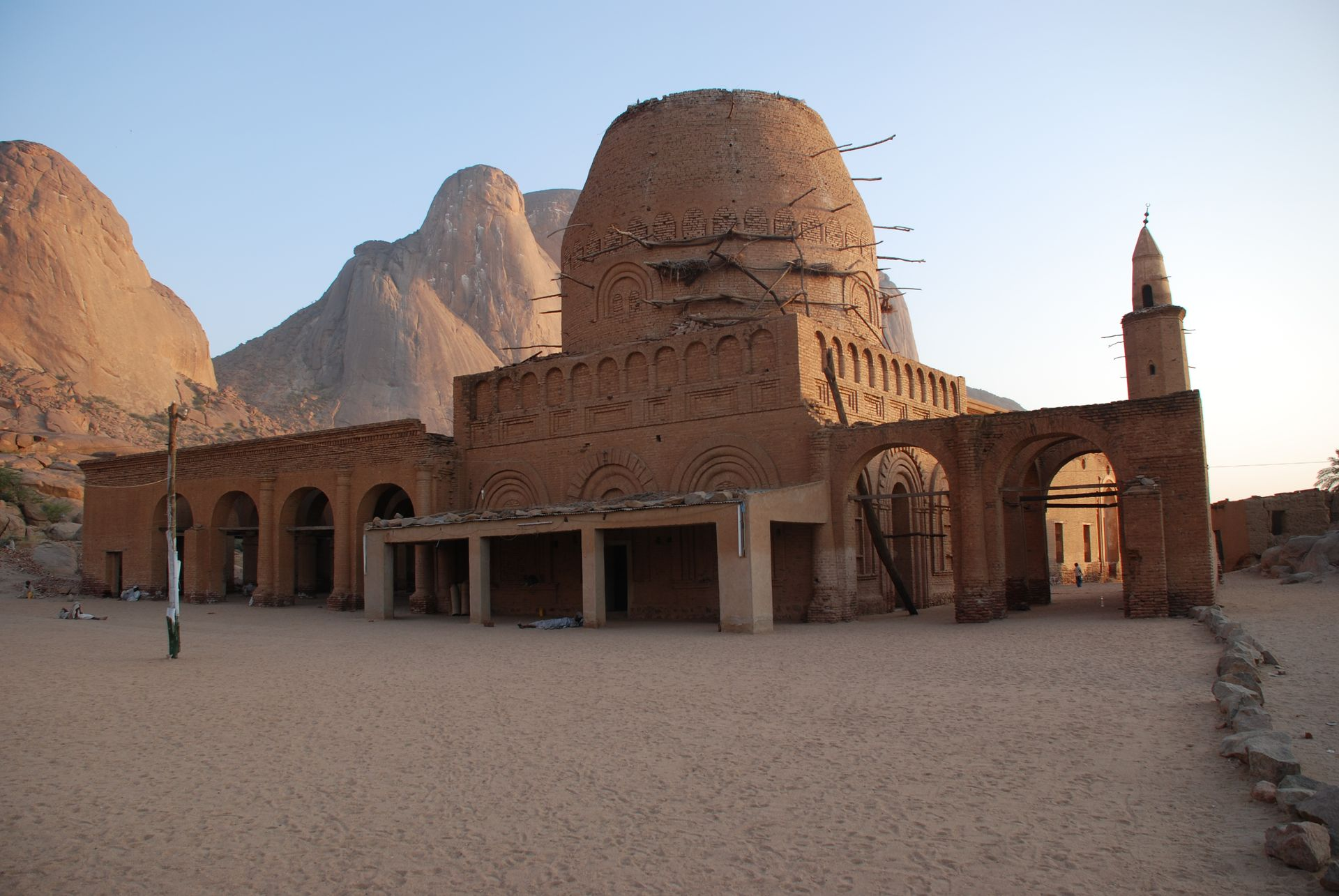
Mausoleum und Moschee in Khatmiyya nahe Kassala, am Fuß der Taka-Berge. Der Kuppelbau (arabisch: Qubba) beinhaltet die verehrte Grabstätte Sidi Hasans. Obwohl die Kuppel 1885 von Mahdisten zerschossen wurde und seither offen ist, soll es nicht hineinregnen. Zusammen mit einem parfümartigen Duft im Innern ist das ein Hinweis auf die Segenskraft des Verehrten. Die Steinreihe rechts grenzt den Moscheebereich ab.

Khatmiyya (arabisch الختمية al-Chatmiyya, DMG al-Ḫatmīya) oder Mirghaniyya (arabisch الميرغنية, DMG al-Mīrġanīya) ist ein islamischer Orden (Tariqa) innerhalb des Sufismus, der besonders im Osten Sudans und in Teilen Eritreas verbreitet ist. Ordensgründer ist Muhammad Uthman al-Mirghani (1793–1853). Das religiöse Zentrum befindet sich nahe der Stadt Kassala.

## Ordensgründer

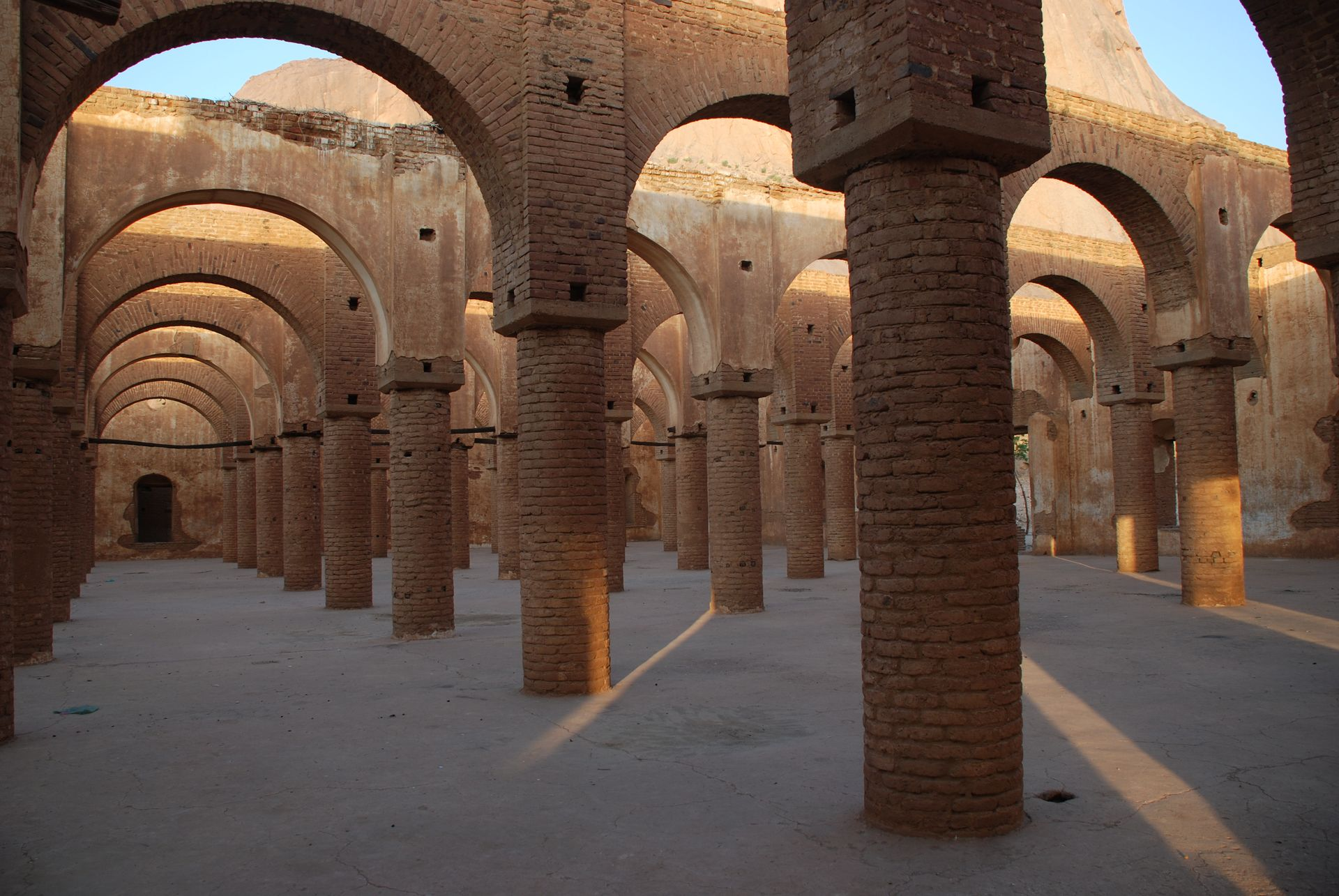
Die Moschee wurde 1940, während der Besetzung Kassalas durch italienische Truppen, teilweise wiederhergestellt. Als Mahnmal der Zerstörung durch die Mahdisten sollte das Dach offen bleiben.

Der in Marokko geborene Sufi-Gelehrte Ahmad ibn Idris (1760–1837) gründete in Mekka, durch wahhabitische Reformen beeinflusst, den nach ihm benannten Orden der Idrisiyya. Er war selbst nie im Sudan gewesen, verfügte aber als Lehrer über großen Einfluss und bewirkte indirekt die Gründung mehrerer Sufi-Orden. Sein berühmtester Schüler war Muhammad as-Sanussi (1787–1859). Er begründete den Sanussiya-Orden, der aber nur wenig Einfluss im Sudan gewann. Die drei wichtigsten seiner Schüler, was die Ausbreitung seiner Lehren im Sudan betrifft, waren Muhammad al-Majdhub as-Sughayir (1796–1833), dessen Grabmal in ad-Damir von den Majdhubiya-Anhängern noch heute verehrt wird; der algerische Scheich Ibrahim ar-Rashidi (1813–1874), der den Idrisiyya-Orden seines Meisters als Rashidiyya auch im Sudan verbreitete; und Muhammad Uthman al-Mirghani. Ein Zweig von Rashidis Orden verbreitete sich ab Ende des 19. Jahrhunderts unter dem Namen Salihiyya in Somalia.
Al-Mirghanis Familie, zu der einige bekannte Sufis gehörten, lebte in Mekka und führte ihre Abstammung auf den Propheten zurück. Nachdem Muhammad Uthman al-Mirghani, der auch Al-Khatim genannt wird, die allgemeinen Islamstudien absolviert hatte, wandte er sich dem Sufismus zu, wurde nacheinander in verschiedene Sufi-Orden eingeführt, bis er später begann, seine eigene Lehre zu verkünden. Anfangs wurde er von Ahmad ibn Idris ausgeschickt, um für die Idrisiyya-Lehren zu missionieren. Dabei kam al-Mirghani über Ägypten erstmals nach Sudan, wo er im Norden und in Sennar Anhänger gewann. Durch ihn fanden 1817 im Osten die ersten Bedschas zum Islam. Diese Reise begann in Südarabien, führte über Somalia auf dem Roten Meer nach Norden und beim Rückweg durch Äthiopien. Nach Mekka zurückgekehrt, diente er dort weiter seinem Lehrer, bis dieser 1837 starb. Im Nachfolgestreit konnte sich al-Mirghani gegen seinen Rivalen Muhammad ibn Ali as-Sanussi durchsetzen, der die Sanussiya-Bruderschaft gründete, während al-Mirghani aus den Idrisiyya-Lehren seine eigene Doktrin machte, die er als „Siegel aller Tariqas“ (Khatim at Turuq, woraus sich der Namen der Bruderschaft ableitet) bezeichnete und seine Söhne mit der Missionierung beauftragte.
So wurde die neue Khamtiyya-Bruderschaft im Westen und Süden Arabiens und in Nordsudan verbreitet. Nach dem Tod al-Mirghanis 1853 kam es unter den Söhnen wiederum zum Streit um die Nachfolge. Der Orden brach auseinander. Zum wichtigsten regionalen Führer wurde im Sudan al-Hasan (1819–1869), Sohn aus der Ehe mit einer Frau aus dem nordsudanesischen Dongola. Mit 14 Jahren war al-Hasan von Sudan nach Mekka gereist und dort von seinem Vater erzogen worden. Er hatte einige Visionen gehabt, auf Reisen durch Arabien das Prophetengrab in Medina besucht und war nach Mekka zurückgekehrt, wo ihn der Vater beauftragt hatte, die Lehre im Sudan zu verbreiten.
Al-Hasan al-Mirghani kam vermutlich 1840 in die Nähe der heutigen Stadt Kassala, wo er am Fuß der Taka-Berge den Ort Khatmiyya gründete, der zum Hauptquartier des Ordens wurde. Seit seinem Tod wird Sidi Hasan in einem Mausoleum an dieser Stelle mehr verehrt, als der eigentliche Gründer der Khatmiyya. Seine beiden Söhne Ahmad und Ali bauten nach der Niederschlagung des Mahdi-Aufstandes (1899) den Orden in Kassala wieder auf, eine zentrale Führung der innerhalb der Familie aufgeteilten regionalen Gruppen gab es danach nicht mehr. Nur Mitglieder der Mirghani-Familie dürfen dem Orden vorstehen.

## Ausbreitung
Durch Initiation von lokalen religiösen Führern wurde trotz der arabischen Herkunft der Mirghani-Familie die Bruderschaft in die gesellschaftlichen Strukturen Sudans eingebunden. Al-Mirghani propagierte seine Tariqa anfangs in den letzten Jahren des Funj-Reiches, das durch Kriege und Unruhen geprägt war. Als kurz darauf al-Hasan als Repräsentant seines Vaters im Land reiste, wurde unter der türkisch-ägyptischen Herrschaft (1821–1885) die traditionelle Ordnung Sudans zerstört. Die strenge Ordnung des Khatmiyya-Ordens in Verbindung mit ihrem charismatischen Prediger kam als Ersatz für die verlorenen traditionellen Institutionen und die teilweise dubiosen Praktiken einzelner Walis zur rechten Zeit.
So hatten die ägyptischen Truppen bei ihrem Vormarsch entlang des Nil im Kampf gegen die Shaqiyya, einer Bruderschaft aus Nordsudan, gesiegt. Einige der Shayqiyya (aus der Khojalab-Familie) liefen daraufhin zum Khatmiyya-Orden über, weil al-Mirghani Verbindungen zu den Ägyptern unterhielt.
1840 kam al-Hasan gleichzeitig mit einer ägyptischen militärischen Expedition unter Generalgouverneur Ahmad Pasha Abu Widan nach Taka. Das Ziel einer vollständigen Unterwerfung der dort siedelnden Hadendoa wurde zwar verfehlt, dennoch wurde die Stadt Kassala als Verwaltungszentrum in Ostsudan etabliert. Zeitgenössische Quellen berichteten, dass der Gouverneur einen heiligen Mann gebeten habe, den Clanchef der Hadendoa zur Unterwerfung zu überreden. Der heilige Mann war wohl al-Hasan. Die Geschichte zeigt seinen damaligen Einfluss.
Al-Hasan unternahm in den Jahren nach 1840 einige Missionstouren durch Sudan. In Berber wurde er herzlich aufgenommen und heiratete eine Frau aus einer einflussreichen Familie, mit der er nach Shendi zog. Insgesamt profitierten die Khatmiyya vom befriedeten Zustand unter der ägyptischen Herrschaft. Die Khatmiyya-Bruderschaft wurde innerhalb Sudans zum Hauptgegner der Mahdiya des Muhammad Ahmad und seines Nachfolgers. Im Ostsudan konkurrierten sie mit den Majdhubiya (von ad-Damir), die auf Seiten des Mahdi kämpften und auch das Grabmal al-Hasans zerstörten. Die Anführer der Khatmiyya flohen nach Ägypten und kehrten erst nach der Niederschlagung des Mahdi-Aufstandes wieder zurück. Die Sufi-Bruderschaften, die sich hier erbittert bekriegten, waren aus derselben Lehrtradition des einflussreichen Ahmad ibn Idris entstanden.
Ob Uthman al-Mirghani in Eritrea war, ist ungewiss. Die islamische Erneuerungsbewegung im 19. Jahrhundert kam durch die beiden Orden Qadiriyya und Khatmiyya nach Eritrea und verbreitete sich dort unter den zu den Bedscha gehörenden Beni Amer und unter den Tigray. Die Khatmiyya wurde durch al-Hasan um 1860 in Massaua eingeführt und war damals der dominante Orden in dem Gebiet. Über die heutige Verbreitung der Khatmiyya in Eritrea ist wenig bekannt, es gibt möglicherweise kleine Zentren in Massaua und Keren. Eine Verbindung könnte Ibrahim al-Mukhtar bin Umar (1909–1969) sein. Er war der wichtigste Islamgelehrte und ab 1940 Mufti des Landes und genoss seine frühe Ausbildung bei der Mirghani-Familie in Kassala.

## Religiöse Doktrin

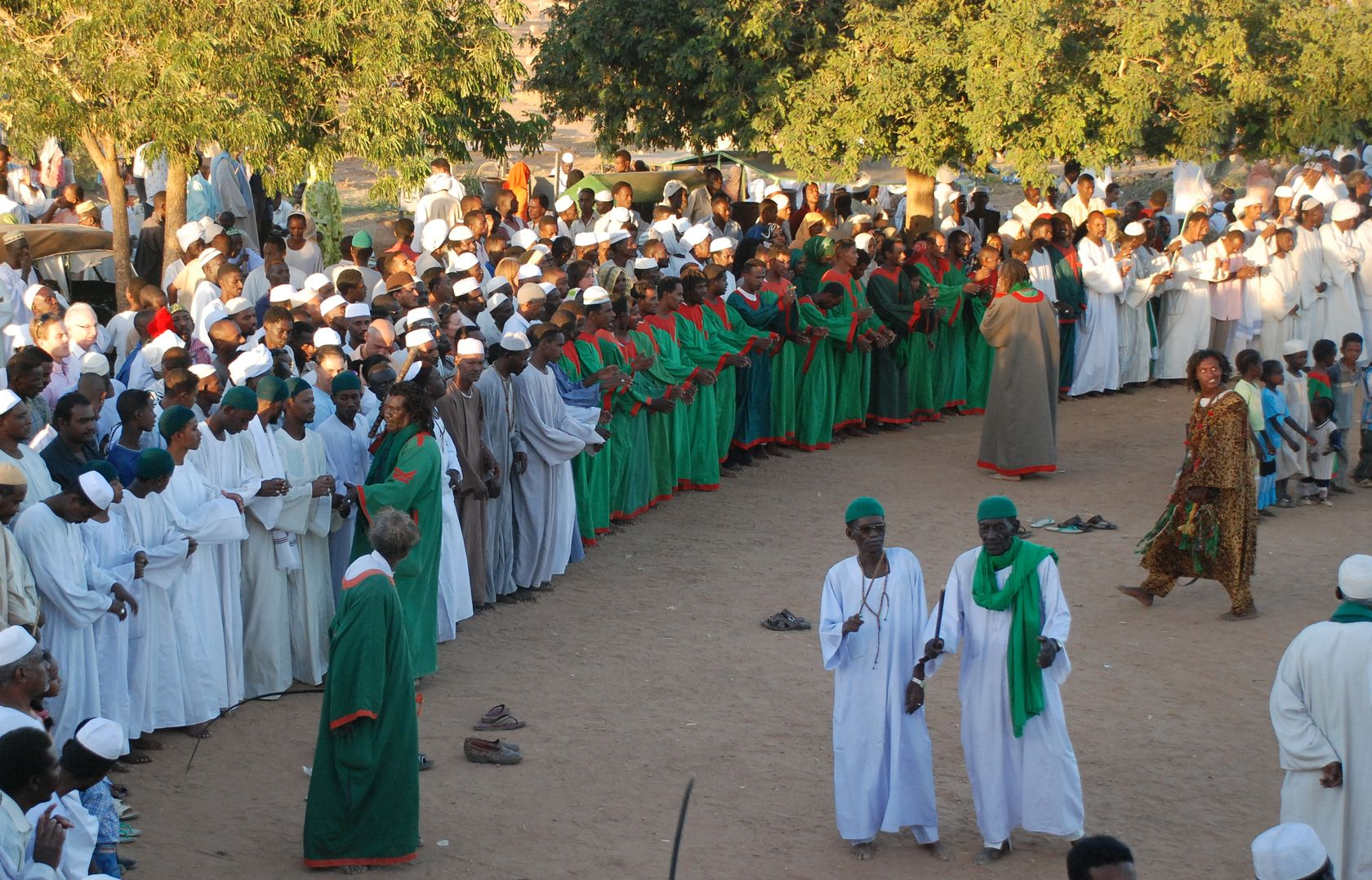
Khatmiyya-Anhänger tragen grüne zeremonielle Kleidung. Sufi-Tanzaufführung in Omdurman

Alle von der Idrisiyya abgespaltenen Bruderschaften weisen die von sunnitischen Glaubensregeln geforderte Rechtsauslegung durch Nachahmung (Taqlid) zurück und fordern, das „Tor des Idschtihad“ wieder zu öffnen, also die Möglichkeit der Interpretation zuzulassen. Durch die Tradition und Abstammungslinie der al-Mirghani-Familie ist festgelegt, dass alle ihre religiösen Führer als heilig verehrt werden und über dieselbe, ihnen eigentümliche Baraka verfügen. Khatmiyya-Anhängern wurde verboten, an Ritualen anderer Sufi-Bruderschaften teilzunehmen. Uthman al-Mirghani zeigte in seinen Schriften mehr Einflüsse eines östlichen, ekstatischen Sufismus und hatte sich damit weit von den strengen, reformorientierten Zielen seines Lehrers entfernt. Für Sidi Hasan wurden an zahlreichen Orten in Nordsudan, an denen sich der Heilige manifestierte, d. h. wo er im Traum gesehen wurde, Schreine errichtet. Ein starker Glaube an die magische Kraft des Wortes kommt in Dhikr-Zeremonien zum Ausdruck. Die direkten Nachfolger des Gründers tragen den Titel Sirr al-Khatim („das Geheimnis des Siegels“), womit ihre mit der eigenen Abstammung begründeten mystischen Kräfte zum Ausdruck gebracht werden.

## Politische Rolle
Ende des 19. Jahrhunderts standen sich im Sudan zwei politische Gruppierungen gegenüber, die beide aus religiösen Reformbewegungen innerhalb des Sufismus entstanden waren. Die messianischen Heilserwartungen des Mahdi vertrugen sich ideologisch nicht mit dem Status des Khatmiyya-Gründers Uthman al-Mirghani, dessen Stammbaum darauf hinwies, dass er aus dem „Licht des Propheten“ erschaffen war. Während die Mahdiya von Scheichs und Anhängern verschiedener Sufi-Orden Zulauf erhielt, weil diese sich erhofften, die Mahdi-Milizen würden das Land von den ägyptischen Ulama befreien (die meisten Rechtsgelehrten waren von der al-Azhar-Universität geschickt), waren von den Khatmiyya-Anhängern viele Teil einer neuen mittelständischen Gesellschaftsschicht, deren Wirtschaftsinteressen mit denen der Ägypter verknüpft war. Die Khatmiyya-Führer, Muhammad Uthman II und Muhammad Sirr al-Khatim, betrieben zu dieser Zeit Propaganda gegen die Mahdi-Herrschaft, anfangs von ihrem Hauptquartier bei Kassala, später aus dem Exil in Ägypten. Entgegen den Majdhubiya, die politischen Widerstand leisteten, arbeiteten die Khatmiyya mit dem ägyptischen Regime und mit der englischen Kolonialmacht zusammen. Alle anderen Tariqas verhielten sich politisch neutral.
Aus den doktrinär-islamischen Zielen der beiden verblieben als Erbe bis heute Machtkämpfe im Staat. Beide prägten den populären Islam im Sudan im 20. Jahrhundert und kämpften zugleich mit ihren jeweiligen politischen Parteien um die Macht. Erst in den 1950er Jahren kamen die traditionalistischen Muslimbrüder nach ägyptischem Vorbild als dritte religiöse Kraft und später auch als Partei im Parlament hinzu. Die Madhiya gründeten als politischen Flügel die Umma-Partei, die Mirghani-Familie war durch die Democratic Unionist Party (DUP) vertreten. Nur um nach einem halben Jahr Amtszeit den ersten Premierminister Ismail al-Azhari des unabhängigen Sudan zu stürzen, hoben sie ihre Differenzen auf und trafen eine Vereinbarung, die 1956 zu einer Koalitionsregierung der beiden gegnerischen Parteien (unter Abdullah Chalil) führte. Ab 1950 erhielt die Khatmiyya durch den sich rasch ausbreitenden Orden der Tijaniyya Niassiyya, einer endzeitlichen Bewegung, deren Führung das Erscheinen des erwarteten Mahdi predigte, eine religiöse Konkurrenz.
Nach der Machtübernahme des anfangs sozialistisch ausgerichteten Präsidenten Numairi 1969 floh der DUP-Führer Ahmad al-Mirghani ins Exil und kehrte erst Mitte der 1970er Jahre wieder zurück. Beim Militärputsch 1989 gegen Sadiq al-Mahdi, der von Omar al-Baschir ausgeführt wurde, fanden sich die beiden Parteien in der Opposition zur National Democratic Alliance zusammen. Ahmad al-Mirghani war bis zu seinem Tod im November 2008 Leiter der Khatmiyya.